# Greene County, Iowa
Greene County är ett administrativt område i delstaten Iowa, USA, med 9 336 invånare. Den administrativa huvudorten (county seat) är Jefferson. 

## Geografi
Enligt United States Census Bureau så har countyt en total area på 1 479 km². 1 472 km² av den arean är land och 7 km² är vatten.  

### Angränsande countyn
- Calhoun County - nordväst
- Webster County - nordost
- Boone County - öst
- Dallas County - sydost
- Guthrie County - syd
- Carroll County - väst